# Ropica uniformis
Ropica uniformis är en skalbaggsart som beskrevs av Stefan von Breuning 1948. Ropica uniformis ingår i släktet Ropica och familjen långhorningar.
Artens utbredningsområde är Gabon. Inga underarter finns listade i Catalogue of Life.